# Neckarburken

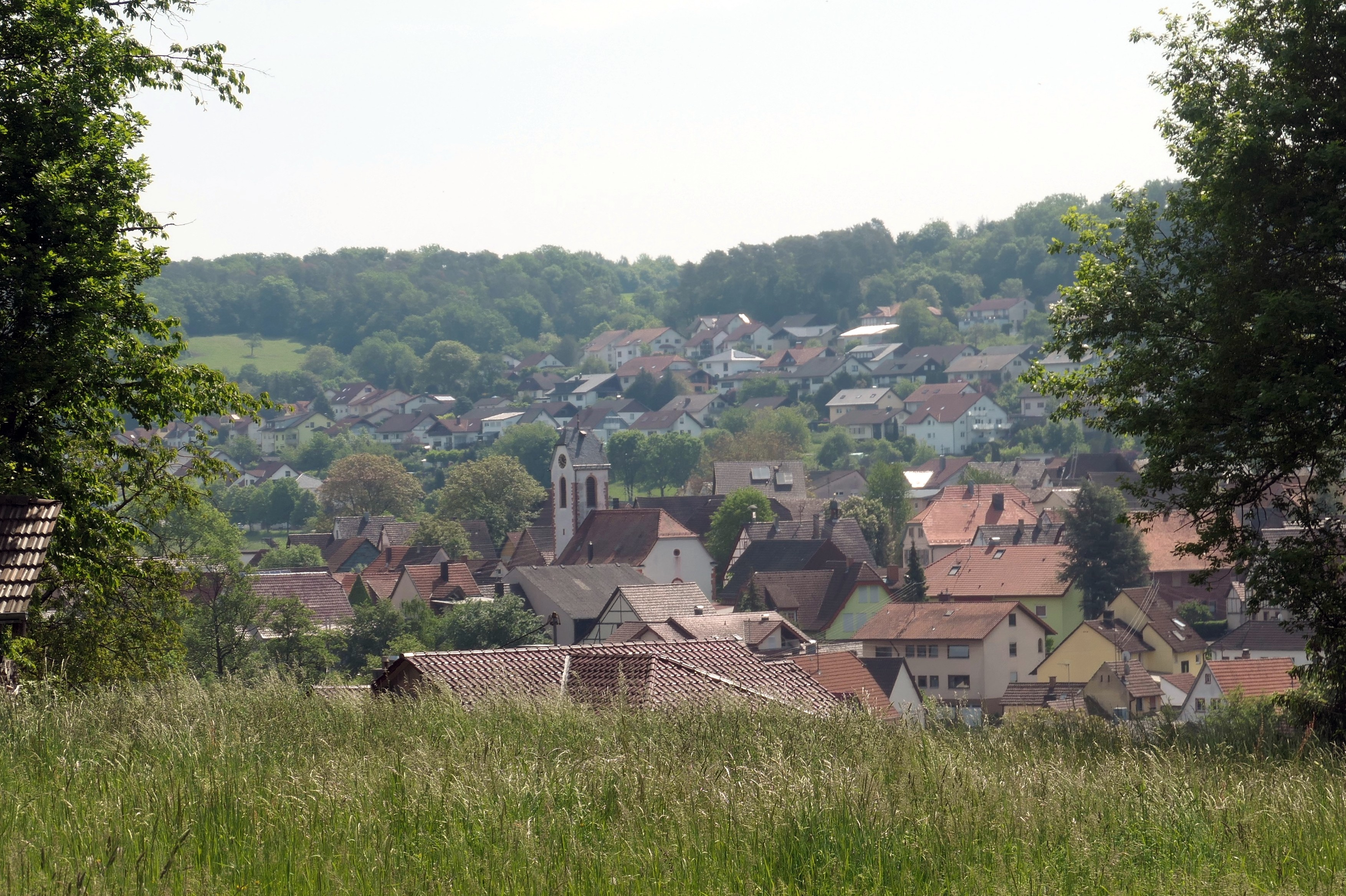
Blick von Norden auf Neckarburken (2023)

Neckarburken ist ein Ortsteil der Gemeinde Elztal im Neckar-Odenwald-Kreis in Baden-Württemberg. Früher selbständig, vereinigten sich Auerbach, Dallau, Muckental und Neckarburken am 1. Januar 1973  zur neuen Gemeinde Elztal.

## Lage und Verkehrsanbindung
Neckarburken liegt im westlichen Bereich der Gemeinde Elztal an der B 27/B 292. Westlich verläuft die Landesstraße L 525, am nördlichen Ortsrand fließt die Elz, ein rechter Nebenfluss zum Neckar. Nordwestlich erstreckt sich das 48 ha große Naturschutzgebiet Landschaft um den Heppenstein. Der Westliche Limesweg geht durch die Ortschaft.

## Aus der Geschichte
Erstmals wurde der Ort in der „Lorscher Urkunde“ von 774 n. Chr. unter dem Namen „Villa Borchheim“ urkundlich erwähnt. 
Grabungsfunde von einem Kastelltor des Limes, einem Kalkofen sowie von zwei römischen Bädern, direkt neben der heutigen Bundesstraße 27 am östlichen Ortsausgang in Richtung Dallau belegen eine römische Besiedlung. Ein Inschriftenstein datiert das Jahr einer Umbaumaßnahme an einem Bad auf 158 n. Chr.

## Wappen
Blasonierung: Das Wappen von Neckarburken zeigt „in Rot auf grünem Dreiberg zwischen je zwei goldenen Sternen einen silbernen Zinnenturm (Kastell).“ (siehe Liste der Wappen im Neckar-Odenwald-Kreis, Anmerkung 83)

## Persönlichkeiten

### Söhne und Töchter des Ortes
- Wilhelm Elias von Ahles (1829–1900), Botaniker
- Karl Trunzer (1856–1927), Lehrer und Planer der Bahnstrecke Mosbach–Mudau; Bezirkspfleger der Kunst- und Altertumsdenkmäler